# RCA/JIVEグループ
RCA/JIVEグループは、かつて存在していた音楽会社ソニー・ミュージックエンタテインメント（SMEJ）グループの洋楽マーケティング事業の社内カンパニーかつBMG JAPAN（現：ソニー・ミュージックレーベルズ）の洋楽部門であった。オフィスは東京都港区赤坂9丁目6番35号。

## 概要
2001年からソニーミュージックグループが導入している社内カンパニー制の一環として、BMG JAPANの洋楽制作部門として設立された。

## 沿革
- 2008年10月 - ソニー・ミュージックエンタテインメントの傘下に入る[1]。
- 2009年6月 - 旧BMG JAPANが国内制作部門（アリオラジャパン、現：ソニー・ミュージックレーベルズ）と洋楽部門に分立[2]。
- 2009年10月1日 - 株式会社ソニー・ミュージックジャパンインターナショナル（以下SMJI）の一制作部門となる。BMG JAPANはソニー・ミュージックエンタテインメントに吸収合併され解散[3]。
- 2014年4月1日 - ソニー・ミュージックレコーズがレーベルビジネスグループの7社を吸収合併し、株式会社ソニー・ミュージックレーベルズ（以下SML）が発足。これにより洋楽部門のRCA/JIVEグループは事実上、SMLの社内レーベルのSMJIに統合され、名実共に消滅する形となった。